# Calamaria acutirostris
Calamaria acutirostris es una especie de serpientes de la familia Colubridae.

## Distribución geográfica
Es endémica de Célebes (Indonesia).

## Estado de conservación
Se encuentra ligeramente amenazada por la pérdida de su hábitat natural.